# Bound for Glory (2011)
Bound for Glory (2011) foi um evento pay-per-view realizado pela Total Nonstop Action Wrestling, ocorreu no dia 16 de outubro de 2011 no Liacouras Center na cidade da Filadélfia, Pensilvânia. Esta foi a sétima edição da cronologia do Bound for Glory.

## Produção
Foi anunciado em 13 de julho de 2011 que o local do Bound for Glory 2011 seria revelado no dia seguinte no ESPN.com na página 2. No dia seguinte, Sting, em sua entrevista com a âncora Robert Flores do ESPN SportsCenter , declarou que o evento iria acontecer na Filadélfia, no Liacouras Center em 16 de outubro de 2011. A venda de ingressos para o evento começou a ser vendidos em 22 de julho de 2011.
Em 18 de setembro de 2011, uma nova série chamada The Bound for Glory Chronicles estreou no site da TNA. O show contou com entrevistas exclusivas com os lutadores falando sobre suas memórias dos Bound For Glorys anteriores. Os lutadores que sw caracterizaram nesta série incluem Jeff Jarrett e Matt Morgan.
Para o pay-per-view, a TNA também organizou o segundoBound for Glory VIP Weekend, que inclui eventos como interação com os fãs realizada no Philadelphia Airport Marriott na véspera do Bound for Glory. Esta é uma série de sessões de interação com os fãs, que permite aos fãs para chegar perto de suas estrelas favoritas para oportunidades como fotos, autógrafos e entrevistas especiais. Outros eventos incluem a noite antes do jantar Glória, que terá mais interação entre os fãs e lutadores após o Fan InterAction.

## Antes do evento
| Classificação Final do Bound for Glory Series |                 |        |       |
| Pos.                                          | Lutador         | Pontos | Lutas |
| 1º                                            | Bobby Roode     | 59     | 16    |
| 2º                                            | Bully Ray       | 52     | 16    |
| 3º                                            | Gunner          | 42     | 20    |
| 4º                                            | Rob Van Dam     | 35     | 13    |
| 5º                                            | James Storm     | 30     | 13    |
| 6º                                            | A.J. Styles     | 24     | 11    |
| 7º                                            | Scott Steiner   | 21     | 10    |
| 8º                                            | Samoa Joe       | -10    | 10    |
| 9º                                            | Crimson         | 50     | 101   |
| 10º                                           | Devon           | 30     | 151   |
| 11º                                           | Matt Morgan     | 24     | 52    |
| 12º                                           | D'Angelo Dinero | 17     | 171   |

Bound for Glory teve lutas de wrestling profissional envolvendo diferentes lutadores com rivalidades e storylines pré-determinadas que se desenvolveram no Impact Wrestling — programa de televisão da Total Nonstop Action Wrestling (TNA). Os lutadores interpretaram um vilão ou um mocinho seguindo uma série de eventos para gerar tensão, culminando em várias lutas.
Em junho, houve implementação de um sistema de torneio por  pontos de três meses de duração referido como o "Bound for Glory Series" que se tornou o ponto focal na determinação de um concorrente para o TNA World Heavyweight Championship no Bound for Glory entre 12 candidatos. De acordo com as regras, os quatro lutadores que acumularem mais pontos em cada luta realizada no Impact Wrestling, shows não televisionados, e em pay-per-views, se enfrentam em lutas no No Surrender, onde o vencedor ganharia a oportunidade de desafiar o campeão do World Heavyweight Championship no maior evento da companhia. Em setembro, Bobby Roode, Bully Ray, Gunner e James Storm acabaram como os quatro melhores competidores e avançaram para as lutas no No Surrender. No evento em 11 de setembro, a luta entre Roode e Bully Ray terminou empatado no topo da classificação, depois, Roode venceu Gunner por finalização e Bully Ray derrotou Storm por desqualificação. Em uma luta não divulgada, Roode em seguida, derrotou Bully Ray para se tornar o desafiante ao título do até então campeão do TNA World Heavyweight Championship, Kurt Angle.
     Lutadores classificados as semi-finais do torneio
     Lutadores eliminados do torneio
     Vencedor do torneio
1 Devon, Dinero e Crimson tsairam do torneio, depois de sofrer lesões (kayfabe) nas mãos de Samoa Joe nas edições de 18 e 25 de Agosto do  Impact Wrestling.
2 Morgan foi forçado a retirar-se do torneio no dia 28 de julho na edição o Impact Wrestling, depois de romper seu músculo do peitoral.
Na edição especial de três horas do Impact Wrestling de 4 de janeiro de 2010, Hulk Hogan e Eric Bischoff estrearam na TNA. A partir do momento que chegaram, Sting pensou que estavam tramando algo. Eventualmente, ele foi acompanhado por Kevin Nash e D'Angelo Dinero. No Bound for Glory, foi revelado que Sting estava certo sobre Hogan, onde ele, Eric Biscoff, Jeff Jarrett, Abyss e o recém-coroado TNA World Heavyweight Champion Jeff Hardy foram revelados para ser a "Eles" Abyss que tinha sido referindo-se à passados vários meses. No Impact Wrestling seguinte, o grupo foi nomeado Immortal. Sting e Kevin Nash foram convidados a participar do Immortal, mas os dois saíram na TNA. Após vários meses do Immortal controlar TNA, Sting voltou na edição de 3 de março do Impact Wrestling. Sting voltou e derrotou Jeff Hardy para ganhar o TNA World Heavyweight Championship. Em 13 de março no Victory Road, Sting derrotou Hardy em uma revanche que durou 90 segundos. Ao longo dos próximos meses, Sting manteve seu TNA World Heavyweight Championship e continuou a rivalidade com o Immortal. No Slammiversary IX, Sting perdeu o TNA World Heavyweight Championship para Mr. Anderson. Na edição de 14 de julho do Impact Wrestling, Sting recuperou o TNA World Heavyweight Championship. Em 8 de agosto no Hardcore Justice, Sting perdeu o TNA World Heavyweight Championship para Kurt Angle após interferência de Hogan, Angle foi recrutado para o Immortal. Sting recebeu revanches nas edições de 1 de setembro do Impact Wrestling, e em 11 de setembro no No Surrender em uma 3-Way match, envolvendo também o Mr. Anderson, mas falhou em ambas as tentativas após seguintes interferência de Hogan em ambas as ocasiões. Em 15 de setembro na edição do Wrestling, Sting derrotou um inimigo de longa data, Ric Flair para ganhar a luta contra Hogan no Bound for Glory. Na edição de 6 de outubro do Impact Wrestling, Hogan concordou em dar a volta à TNA Dixie Carter, Sting deveria vencer a luta.
Em 31 de março, na edição do Impact Wrestling,Christopher Daniels retornou salvando o Fortune de um ataque do Immortal. Em 17 de abril no Lockdown, a equipe de Christopher Daniels que contava com o resto do Fortune derrotou o Immortal em uma lethal lockdown match. Em 10 de julho no Destination X, A.J. Styles derrotou Christopher Daniels. Ao longo das próximas semanas, Christopher Daniels pediu uma revanche. A partida aconteceu no 1 de setembro em uma edição do Impact Wrestling, com Christopher Daniels ganhando. Após a luta, Daniels se recusou a apertar a mão de AJ. Em de 22 de setembro no Impact, Daniels manteve sua posição sobre sua vitória contra AJ, que, eventualmente, levou a uma briga entre os dois. Ele foi finalmente quebrado por Kazarian. Daniels em seguida, bateu AJ para completar seu papel de vilão. Duas semanas mais tarde, foi anunciado que, a pedido de Daniels, os dois se enfrentariam em uma "I Quit" match.
Em 10 de julho no Destination X , Rob Van Dam derrotou Jerry Lynn. Durante o próximo mês, Lynn acompanhou RVD em suas lutas. Em 8 de agosto noHardcore Justice, RVD, classificou-se como segundo no Bound for Glory Series, enfrentando Crimson. Na luta, Lynn veio e atacou Crimson, fazendo RVD perder por desqualificação, custando-lhe não só a luta, mas vários pontos na classificação do torneio. Em 18 de agosto na edição do Impact Wrestling, custoou a Lynn uma luta contra A.J. Styles de forma semelhante, com RVD interferindo. Na edição de 1 de setembro do Impact Wrestling, Lynn voltou-se contra RVD, o que lhe custou uma partida contra Gunner, custando-lhe todo o torneio. No Impact seguinte, Lynn explicou suas ações dizendo que ele estava cansado de ficar na sombra de Van Dam., fazendo com que os dois se enfrentassem no Bound for Glory.

## Resultados
| #                              | Lutas | Estipulação                                                                       | Tempo |
| ------------------------------ | --- | --------------------------------------------------------------------------------- | ----- |
| Pré-show                       | Mexican America (Hernandez e Anarquia) (c) (com Sarita e Rosita) derrotaram Ink, Inc. (Jesse Neal e Shannon Moore) (com Toxine) | Luta de duplas pelo TNA World Tag Team Championship                               | 08:02 |
| 1                              | Austin Aries (c) derrotou Brian Kendrick                                                                                        | Luta individual pelo TNA X Division Championship                                  | 10:28 |
| 2                              | Rob Van Dam derrotou Jerry Lynn                                                                                                 | Luta Full Metal Mayhem                                                            | 13:15 |
| 3                              | Crimson derrotou Samoa Joe e Matt Morgan                                                                                        | 3-Way match                                                                       | 07:14 |
| 4                              | Mr. Anderson derrotou Bully Ray                                                                                                 | Philadelphia Street Fight match                                                   | 14:33 |
| 5                              | Velvet Sky derrotou Winter (c), Madison Rayne e Mickie James                                                                    | Four-Way match pelo Women's Knockout Championship com Karen Jarrett como árbitra. | 08:31 |
| 6                              | A.J. Styles derrotou Christopher Daniels                                                                                        | "I Quit" match                                                                    | 13:42 |
| 7                              | Sting derrotou Hulk Hogan | Luta sem desqualificação pelo "controle da TNA"                                   | 09:43 |
| 8                              | Kurt Angle (c) derrotou Boby Roode                                                                                              | Luta individual pelo TNA World Heavyweight Championship                           | 14:15 |
| (c) - Campeão(s) antes da luta | |                                                                                   |       |